# Барнум (Міннесота)
Барнум (англ. Barnum) — місто (англ. city) в США, в окрузі Карлтон штату Міннесота. Населення — 620 осіб (2020).

## Географія
Барнум розташований за координатами 46°30′19″ пн. ш. 92°41′19″ зх. д. / 46.50528° пн. ш. 92.68861° зх. д. (46.505296, -92.688632).  За даними Бюро перепису населення США в 2010 році місто мало площу 2,59 км², уся площа — суходіл.

## Демографія
Згідно з переписом 2010 року, у місті мешкало 613 осіб у 236 домогосподарствах у складі 152 родин. Густота населення становила 237 осіб/км².  Було 264 помешкання (102/км²).
Расовий склад населення:
| - 92,0 % — білих - 2,4 % — корінних американців - 0,3 % — чорних або афроамериканців - 0,2 % — азіатів |

До двох чи більше рас належало 5,1 %. Частка іспаномовних становила 0,8 % від усіх жителів.
За віковим діапазоном населення розподілялося таким чином: 32,5 % — особи молодші 18 років, 54,4 % — особи у віці 18—64 років, 13,1 % — особи у віці 65 років та старші. Медіана віку мешканця становила 35,2 року. На 100 осіб жіночої статі у місті припадало 87,5 чоловіків;  на 100 жінок у віці від 18 років та старших — 89,9 чоловіків також старших 18 років.
Середній дохід на одне домашнє господарство  становив 55 178 доларів США (медіана — 51 818), а середній дохід на одну сім'ю — 56 074 долари (медіана — 48 750). Медіана доходів становила 49 583 долари для чоловіків та 38 897 доларів для жінок. За межею бідності перебувало 19,7 % осіб, у тому числі 31,3 % дітей у віці до 18 років та 9,5 % осіб у віці 65 років та старших.
Цивільне працевлаштоване населення становило 295 осіб. Основні галузі зайнятості: освіта, охорона здоров'я та соціальна допомога — 29,2 %, публічна адміністрація — 19,0 %, роздрібна торгівля — 13,2 %, мистецтво, розваги та відпочинок — 8,1 %.